# الشرفة (بني العوام)

تعديل مصدري - تعديل

الشرفة هي إحدى قرى عزلة بني القدمي بمديرية بني العوام التابعة لمحافظة حجة، بلغ تعداد سكانها 193 نسمة حسب تعداد اليمن لعام 2004.